# ボーイスカウト振興国会議員連盟
ボーイスカウト振興国会議員連盟（ボーイスカウトしんこうこっかいぎいんれんめい）は、1966年（昭和41年）6月27日に設立された議員連盟。

## 設立経緯
ボーイスカウト振興国会議員連盟は青少年の健全育成のため政府を督励し、スカウト運動の振興拡大を図ることを目的として、1966年6月27日に「ボーイスカウト振興国会議員懇談会」として設立された。
1990年12月21日の総会で、同懇談会は「ボーイスカウト振興国会議員連盟」と名称を改め、現在に至る。

## 主な活動
毎年年次総会を開催し、ボーイスカウト日本連盟が開催する各種事業への支援や富士スカウトの首相官邸等への代表表敬、海外からのスカウト受け入れ事業、年次全国大会や日本スカウトジャンボリーや日本アグーナリー（障がいスカウトキャンプ大会）等のイベントにも多く出席。特に第23回世界スカウトジャンボリー開催にあたり、政府支援への働きかけに尽力した。世界各国の議員連盟で構成する世界スカウト国会議員連合（WSPU）に加盟し、国際的なネットワークを作り、世界スカウト機構の平和活動や自然環境保護活動等の側面から支援をしている。

## 役員
- 名誉会長：森喜朗
- 顧問：麻生太郎
- 会長：逢沢一郎
- 副会長：中曽根弘文、塩谷立、松本剛明
- 理事：森英介、古屋圭司、遠藤利明、菅義偉、松野博一、林芳正、山本順三、岸信夫、橋本聖子、野上浩太郎、橋本岳、堀井学、山本朋広、笠浩史、渡辺周
- 事務総長：塩谷立
- 事務総長代理：松野博一
- 事務局長：笠浩史
- 事務局次長：堀井学、山本朋広
- 幹事：森英介